# Егон Крістоферсен
Егон Крістоферсен (дан. Egon Christophersen; 8 лютого 1919 — 15 січня 1988) — данський доброволець військ СС, унтершарфюрер резерву СС. Кавалер Лицарського хреста Залізного хреста.

## Біографія
7 квітня 1941 року вступив у вільний корпус СС «Данмарк». В 1944 році став командиром взводу 7-ї роти 24-го добровольчого танково-гренадерського полку СС «Данмарк» 11-ї добровольчої танково-гренадерської дивізії СС «Норланд». Відзначився влітку 1944 року під час боїв у районі Нарви: разом із декількома солдатами здійснив рішучу контратаку на окоп радянської армії, змусивши ворога відступити.

## Звання
- Анвертер СС (1941)
- Штурмманн СС (1942)
- Унтершарфюрер резерву СС (1944)

## Нагороди
- Штурмовий піхотний знак в бронзі
- Медаль «За зимову кампанію на Сході 1941/42» (28 липня 1942)
- Залізний хрест
  - 2-го класу (26 березня 1943)
  - 1-го класу (28 травня 1944)
- Лицарський хрест Залізного хреста (11 липня 1944) — за заслуги у боях на Нарві.